# المنظمة الدولية لمصنعي السيارات
المنظمة الدولية لمصنعي السيارات (بالفرنسية: Organisation internationale des constructeurs automobiles)‏ هي منظمة تأسست عام 1919 في باريس، هي اتحاد تجاري دولي يضم 39 اتحادًا تجاريًا وطنيًا لصناعة السيارات. تسهل المنظمة التواصل بين الاتحادات التجارية الوطنية الأعضاء في صناعة السيارات وتدعو إلى السياسات والمواقف ذات الاهتمام المشترك لأعضائها على المستوى الدولي ولعامة الجمهور.